# Elvish Linguistic Fellowship
La Elvish Linguistic Fellowship (Compagnia Linguistica Elfica), abbreviato E.L.F., è un'organizzazione internazionale volta allo studio programmatico dei linguaggi inventati da J. R. R. Tolkien; fu fondata nel 1988 da Jorge Quiñónez, ed è oggi diretta da Carl F. Hostetter, scienziato della NASA. La E.L.F. pubblica periodicamente due riviste: Vinyar Tengwar, edita da Hostetter, e Parma Eldalamberon, edita da Christopher Gilson; inoltre viene distribuito, sempre ad intervalli irregolari, un giornale online, Tengwestië, curato da Hostetter assieme a Patrick H. Wynne.